# اليوم العالمي للزهايمر
في يوم 21 سبتمبر من كل عام، ينطلق يوم عالمي للزهايمر.
بدأت الحكاية منذ عام 1984 في واشنطن حيث قدمت مجموعة من الخبراء بـ مرض آلزهايمر حلمًا واحدًا ورؤية هدفها : "حياة أفضل للأشخاص الذي يعانون من الخرف ولذويهم"
ومنذ 25 سنة، لم تتغير الرؤية، وكذلك العاطفة لم تتزعزع، حيث تضاعف عدد أعضاء جمعية مرضى الزهايمر من أربعة أعضاء لتصل إلى أكثر من 75 جمعية عالمية للزهايمر.
منظمة الزهايمر العالمية تعتقد أن مفتاح الفوز في المعركة ضد الخرف يكمن في مجموعة فريدة من الحلول العالمية والمعرفة المحلية.
وهي تعمل محليا، على تمكين الجمعيات الوطنية لتعزيز أدوارهم في تقديم الرعاية والدعم لمرضى الزهايمر وذويهم. وعلى المستوى العالمي، تركز الاهتمام على هذا الوباء وبدء حملة لتغيير السياسات من الحكومات ومنظمة الصحة العالمية. [1]
يعاني نحو 35 مليون شخص في العالم من مرض الزهايمر، والذي يحتفل العالم باليوم العالمي الخاص به اليوم.
ومن المتوقع أن يرتفع هذا العدد إلى 115 مليونا بحلول عام 2050 حسب تقديرات الجمعية الألمانية للزهايمر. وهناك نحو 1.2 مليون ألماني مصاب بأحد أمراض العته.
واعتادت المؤسسات المعنية بمواجهة الزهايمر منذ عام 1994 تنظيم أنشطة في الحادي والعشرين من سبتمبر من كل عام حيث تهدف للفت الأنظار لهذا المرض الآخذ في الانتشار ولمرضاه الذين يمثلون عبئا على ذويهم وعلى أنظمة الصحة في مختلف البلدان. [2]
وشعار اليوم العالمي للزهايمر عام 2011، وجوه من الخرف
..
هذه المقالة ترجمة شخصية لجزء من اللمحة الخاصة باليوم العالمي للزهايمر الموجودة في المرجع الأول

## المرجع
1. Alzheimer’s Disease International
2. : صحيفة الأنباء